# Ivankivți, Hmelnîțkîi
Ivankivți (în ucraineană Іванківці) este un sat în comuna Oleșîn din raionul Hmelnîțkîi, regiunea Hmelnîțkîi, Ucraina.

## Demografie
Componența lingvistică a localității Ivankivți
     Ucraineană (94,63%)
     Rusă (4,49%)
     Alte limbi (0,12%)
Conform recensământului din 2001, majoritatea populației localității Ivankivți era vorbitoare de ucraineană (94,63%), existând în minoritate și vorbitori de rusă (4,49%).